# Hueneme-Gletscher
Der Hueneme-Gletscher ist ein 13 km langer Gletscher im westantarktischen Marie-Byrd-Land. In den Horlick Mountains fließt er von der Wisconsin Range in westlicher Richtung und mündet zwischen dem Griffith Peak und dem Mickler Spur in den Reedy-Gletscher.
Der United States Geological Survey kartierte ihn anhand eigener Vermessungen und mithilfe von Luftaufnahmen der United States Navy aus den Jahren von 1960 bis 1964. Das Advisory Committee on Antarctic Names benannte ihn 1967 nach Port Hueneme in Kalifornien, Standort des Naval Construction Battalion zur Versorgung der Deep-Freeze-Operationen.